# Ian Stanley Ord Playfair
Ian Stanley Ord Playfair CB, DSO, MC s ploščico, britanski general in vojaški zgodovinar, * 10. april 1894, † 21. marec 1972.